# معهد روزلين

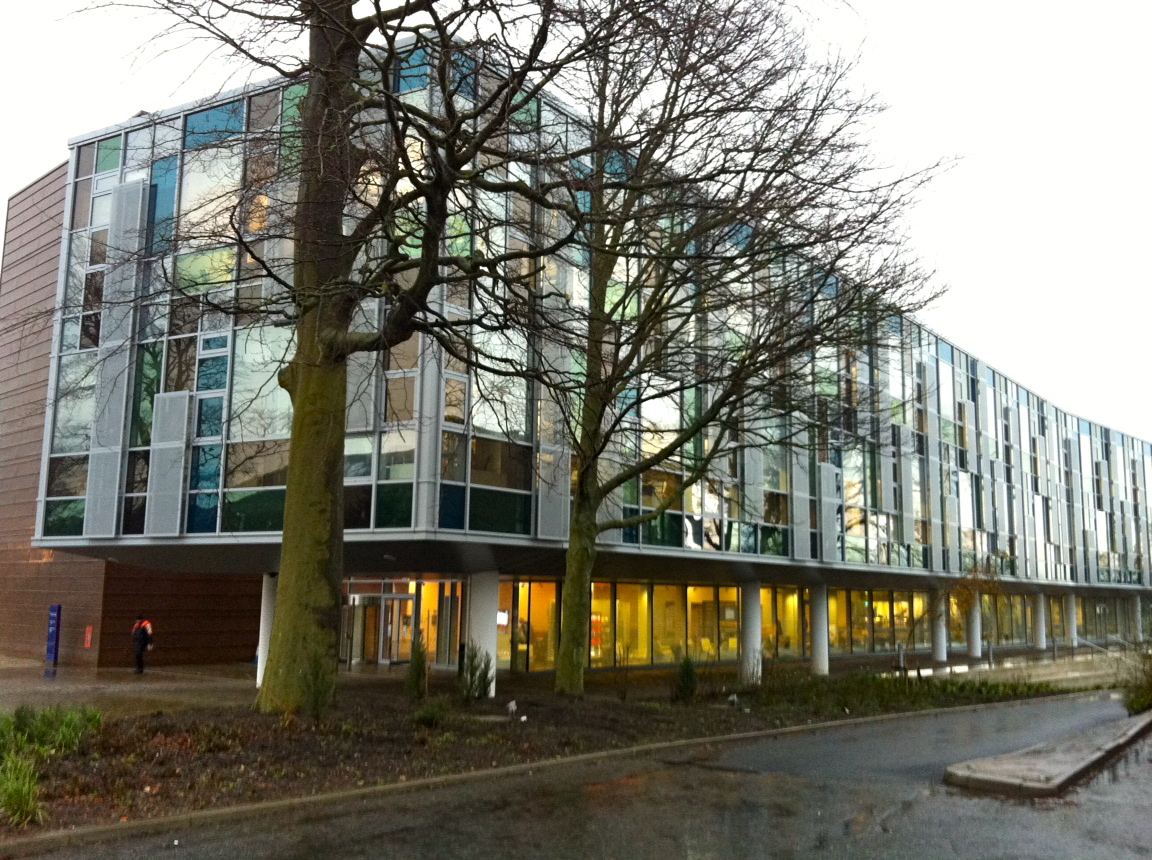
معهد روزلين - اسكتلندا

معهد روزلين (بالإنجليزية: Roslin Institute)‏، هو معهد لبحوث علوم الحيوان في إيستر بوش، ميدلوثيان في اسكتلندا، وهو جزء من جامعة إدنبرة، ويمول من قبل مجلس أبحاث التكنولوجيا الحيوية والعلوم البيولوجية.
اشتهرالمعهد باستنساخ النعجة دوللي، وهي أول حيوان ثديي يتم استنساخه بنجاح من خلية بالغة في عام 1996 من قبل السير إيان ويلموت وكيث كامبل وزملاؤهما.
في عام 2007 وضع فريق روزلين دجاجة معدلة وراثيا قادرة على إنتاج البيض التي تحتوي على البروتينات اللازمة لمكافحة السرطان.